# BadBIOS
BadBIOS é um suposto vírus virtual (ou malware) com o poder de ser transmitido fisicamente, pelo ambiente, de um equipamento para outros sistemas (podendo infectar o computador pelo ar).
Este vírus pode estar presente em qualquer equipamento eletrônico e sua infecção para outros equipamentos ocorre através de ondas de ultrassom (ondas sonoras de alta frequência), na transmissão de sons dos auto-falantes de equipamentos infectados, para os microfones de equipamentos próximos e após entrar, ataca os microprocessadores no processo convencional dos vírus virtuais.